# Alkmaria romijni
Alkmaria romijni är en ringmaskart som beskrevs av Horst 1919. Alkmaria romijni ingår i släktet Alkmaria och familjen Ampharetidae. Arten är reproducerande i Sverige. Inga underarter finns listade i Catalogue of Life.